# Lazarus Salii
Lazarus Salii, född 17 november 1936, död 20 augusti 1988, var Palaus president mellan 25 oktober 1985 och 20 augusti 1988.
Han begick självmord under en pågående utredning om mutbrott.